# 花房雷嶽
花房 雷嶽（はなぶさ らいがく)、宝暦2年（1752年）- 天保15年9月21日（1844年11月1日））は江戸時代中期-後期の儒学者、漢学者、教育者。名は正慶・正恒。字（あざな）は子斐・積善。通称は伝蔵・藤九郎。雷嶽はその号。

## 経歴
福岡藩士として筑前国に生まれる。藩儒島村秋江に学ぶ。
天明4年（1784年）藩校修猷館の佐訓導となる。
寛政8年（1796年）から福岡藩主黒田家の家譜の編修に携わり、文化9年（1812年）竹田梧亭のもとで完成させた。
著作に『三個条広義』『水原若宮縁起』がある。 